# Fonderia artistica Chiurazzi
La fonderia artistica Chiurazzi è stata una fonderia d'arte italiana attiva a Napoli a cavallo fra il XIX e il XX secolo.

## Storia
La fonderia fu impiantata da Gennaro Chiurazzi (1846-1906) nel 1870 a Napoli in alcuni locali concessi dall'amministrazione comunale all'interno del Real Albergo dei Poveri.
Gennaro era stato allievo all'Istituto di belle arti del maestro di scultura Pietro Masulli.
La fonderia era specializzata nella riproduzione a grandezza naturale tramite la tecnica della fusione in bronzo a cera persa di sculture classiche e rinascimentali di cui venivano ricavati i calchi. Da poco era stato aperto il Museo archeologico di Napoli che collezionava i reperti provenienti dagli scavi di Pompei ed Ercolano e la richiesta di copie creava un ampio mercato per un maestro cesellatore come Chiaruzzi, che riuscì a sfruttare la possibilità di applicare le tecniche di riproduzione in serie offerte dalle innovazioni industriali senza però compromettere la qualità della lavorazione artistica. In breve tempo la fonderia Chiurazzi si dotò di una gipsoteca comprendente circa millecinquecento calchi in gesso di sculture provenienti non solo dal Museo Archeologico Nazionale di Napoli, ma anche dai Musei Vaticani, dai Musei Capitolini, dal Museo Borghese di Roma, da Palazzo Pitti, dalla Galleria degli Uffizi e dal Museo archeologico nazionale di Firenze.
L'attività della fonderia venne riconosciuta a livello internazionale con il conferimento di diversi premi, fra cui la medaglia d'oro alle esposizioni di New Orleans e di Torino del 1884 e il riconoscimento speciale all'esposizione di Saint Louis del 1904.
Nel 1891 la fonderia allestì un'esposizione permanente delle proprie opere in piazza dei Martiri a Napoli e nel 1894 una seconda all'interno della galleria Principe di Napoli.
Alla morte di Gennaro, la fonderia proseguì le attività grazie ai figli Federico (1870-1951) e Salvatore (1872-1941), che cercarono di ampliare l'offerta dedicandosi anche alla produzione di marmi e ceramiche.
Nel 1919 gli stabilimenti furono trasferiti ai Ponti Rossi, essendo scaduta la concessione dell'uso dei locali dell'albergo dei poveri. Nel primo dopoguerra, la fonderia fabbrica le sculture bronzee per i sacrari commemorativi dei caduti nella Grande Guerra.
Nel 1925 fu aperta una seconda fonderia a Roma, in via  Baldissera, per seguire in loco le commissioni provenienti dalla capitale, dove fu allestita in via del Babuino anche una sala per l'esposizione e la vendita.
La terza generazione ad occuparsi della fonderia furono i nipoti del fondatore: Maria, Gennaro e Gaetano.
Fra il 1974 e il 1975, la fonderia fu impegnata a riprodurre tutti i bronzi rinvenuti nella Villa dei Papiri a Ercolano per conto del magnate del petrolio Jean Paul Getty, intenzionato a decorare con i bronzi Chiurazzi la villa-museo di Malibu.
Il marchio nel 2011, dopo anni di inattività, è stato rilevato da una società dell'Arizona, che ne ha salvato il patrimonio artistico.

## Principali opere
- Fontana del Tritone in Piazza Cavour a Napoli
- Quadriga dell'unità (artista Carlo Fontana) per il Vittoriano a Roma
- Opere per il Campidoglio dell'Avana (di Angelo Zanelli), Cuba
- Monumento a José Miguel Gómez (di Giovanni Nicolini), a L'Avana
- Gruppo equestre del Mausoleo di Artigas a Montevideo
- Opere per il Carnegie Library College a Pittsburg
- Gruppo La civiltà e la coscienza a Panama
- Frontone dell'Università Federico II di Napoli
- Gruppo equestre di Armando Diaz a Napoli
- Statua di Traiano di Londra - Tower_Hill[4]